# 和制汉字
和制汉字（日语：／ Wasei-Kanji）指汉字传入日本后，由日本人创造的汉字。也被称作「国字」、「和字」、「倭字」、「皇朝造字」。将日本人创造的汉字称为“国字”始于江戶時期编纂的《同文通考》和《国字考》。
部分和制汉字反过来傳回了中華文化圈，稱之為“逆輸出”，其中有些甚至被漢語接納為常用漢字，如“腺”、“鱈”等字。

## 读音
和制汉字多依六书的造字规则中的会意与形声所造，大多都是没有音读的会意文字。虽说如此，也不是完全没有音读汉字，有些字甚至只有音读。在造熟语时没有音读会很不方便，此时会将部首除去，取剩下部分的音读作该和制汉字的音读，即是採取「有邊讀邊」的做法。比如，右半边的读作为，遂的音读也为（例如一詞）；又比如，右半边的读作，遂的音读也读作。

## 和制汉字的例子
| 和制汉字 | 训读 | 音读 | 汉语读音      | 字義           | 备注 |
| -------- | ---- | ---- | ------------- | -------------- | --- |
|          |      | -    | qiǎ           | 山隘、山脊     | 1484年作成的《温故知新書》中便有“”这一汉字。在臺灣，人们经常将该字的右边写作“”，也就是把该字写作“”。 |
|          |      | -    | shí           | 十字路口       | 在11世纪的《小右記》中便有字出现。根据《字統》，其含意通“”。在平安时代初期被读作“”。 |
|          |      | -    | shì           | 赤竹屬         | 读作“”的汉字本来被写作“”。 |
|          |      | -    | shén          | 紅淡比         | 《日本書紀》与《万葉集》中就有使用“”这一词语，901年完成的《新撰字鏡》中最早确认“”这一汉字。 |
|          |      | -    | nǎ、xià       | 水滴           | 此字寫法與二簡字的「霞」字相同，然而兩者有不同來源。日語中解作「雨點」或「水滴」。 |
|          | -    |      | xiàn          | 腺體           | 宇田川玄真所造汉字，现已成为汉语世界的常用漢字。 |
|          |      | ‐    | lì            | 日本七葉樹     | “”有时会被误认为“”的略字，但“”的右半边与“”的第一画是不同的。 |
|          |      | -    | zāi、zī、tián | 旱田           | 这个字有可能不是和制汉字。单独出现的话有时也被音读读作“”。 |
|          |      | -    | tián          | 旱田           | 该字被《新华字典》所收录，漢語中音同“田”。在越南语（喃字）中也被读作，意思是「灯」。 |
|          |      | -    | xiōng         | 氣味           | 在《類聚名義抄》中，被收录作“”的别字。到近代以后依然有人将这两个字混用，如芥川龙之介在《蜘蛛之丝》中就写道：“”。 |
|          |      | -    | zhǐ           | 平靜           | 《同文通考》将该字当作和制汉字介绍。 |
|          |      | -    | zhēng         | 風箏           | 最早被用作1767年刊的黄表纸《春霞清玄凧》和1778年刊的黄表纸《職介凧始》等作品的标题。 |
|          |      | -    | mù            | 秋冬之際的強風 | 曾出现在妙本寺藏永祿二年版的《》中。 |
|          |      | -    | yǔ            | 胯下、分叉     | 有时会被视作中国汉诗中的“”的异体字。 |
|          |      | -    | huà           | 框、箱子、限制 | “”（）的別字。 |
|          |      | -    | yū            | 擁擠           | |
|          |      | -    | měi           | 教養、禮節     | 约1474年誊写的《文明本節用集》就已经存在。 |
|          |      |      | dòng          | 勞動           | 在汉语中一般被转写为“动”。 |
|          |      |      | zhà           | 榨             | “”的异体字。很难说是不是和制汉字。 |
|          |      |      | bū            | 馬口鐵         | “”也被读作“”。 |
|          |      | -    | jǔ            |                | 也有可能不是和制汉字。 |
|          |      | -    | yī            | 滑行           | |
|          |      | -    | huā           | 米麴           | 据说是明治时代作成的和制汉字。 |
|          |      | -    | jiān          | 青剛櫟         | |
|          |      |      | xǔe           | 鱈魚           | 现已传入中国成为常用汉字。 |
|          |      | -    | qiū           | 胡枝子屬       | |
| 圕       |      |      | tuān          | 圖書館         | 雖然現僅用於日語，但是由中國人（圖書館學家杜定友）在日本所造，是否算是「和製」漢字有爭議。 |
|          |      | -    | qiān          | 千米           | 将西洋传入的音译舶來詞读音套用到依會意之规则所作的汉字上。“”为“Kilometer”的音译。明治时代气象台考察了米制单位后便产生了该汉字。同时其他数量级的米制单位也有各自的汉字，如、（毫米）等。值得注意的是，这里的“”取日语国训，与该汉字原本的含义并不相同，也并非和制汉字。 |
|          |      | -    | qiān wǎ       | 千克、公斤     | 其读音“”音译自“Kilogram”。该汉字中的“”旁并非指代功率单位“瓦特”，而是取自“”的借字“”的头一个汉字。依相同的造字规律，也产生了、（分克）、（釐克）、（毫克）等表重量单位的和制汉字。由于汉语世界习惯将（gram）译作“克”，于是也诞生了、等汉字。                            |
|          |      | -    | qiān          | 千升、立方米   | “”音译自“Kilolitre”。左边的“”取自“”（litre 公升）。依相同规则，也有、等和制汉字。 |

## 使用范围
很多和制汉字只在日本使用。话虽如此，随着明治时代以后日语中关于科学与近代社会的词语被大量译至汉语，或由于曾被日本统治，、等一部分和制汉字如今在中国大陆、臺灣等漢字文化圈内被广泛使用。。此外，人名与地名在传入汉语世界后，其中的和制汉字往往会被直接保留，或依场合被替换成相似的字。如变成“枥（枥）木县”，变成“綾十行人”，变成“过希美”。
在汉语语境中出现和制汉字时，一般都是取去掉部首后的部分的读音，或使用相似的形聲字的读音。如读音通，读音通，读音通。韩语中出现的和制汉字读音规律也与汉语相同。

## 计算机处理
现代日语中常用的和制汉字已经被收录进JIS X 0208以及包含JIS X 0208的Unicode中，故而也被广泛用于计算机处理与通信中。然而，菅原義三的等文献依旧记载了大量尚未被JIS和Unicode等字符编码收录的和制汉字。

## 定義的模糊空間
在汉字简化问题上，日本与中国的简化方式不尽相同，这种场合下诞生的独在日本使用的汉字是否算和制汉字，仍需讨论。比如的简笔字，在中国大陆并不使用该汉字，但在台湾却有在使用。

## 類似現象
在朝鲜半島有韓國國字，越南則有喃字。

### 引用
1. 1 2  久保天隨『誤り易き漢字の読み方と正しき用字法』 国立国会図書館 1917年 国字/p1 - 10 「わが邦（国）にて製作したる漢字にて音なし」とある。
2. ↑  千島　英一. . 東方. 2011, 364: 7.
3. 1 2  笹原（2007）、p.97
4. ↑  三省堂漢和辞典『漢辞海』第二版 p.945参照。
5. ↑  笹原（2007）、p.98
6. ↑  （页面存档备份，存于） （页面存档备份，存于）  （页面存档备份，存于） 王彬彬
7. ↑  『国字の字典 付 増補、索引』 飛田良文/菅原義三 東京堂出版 1990年9月 ISBN 9784490102796